# Strażnica KOP „Lesuny”

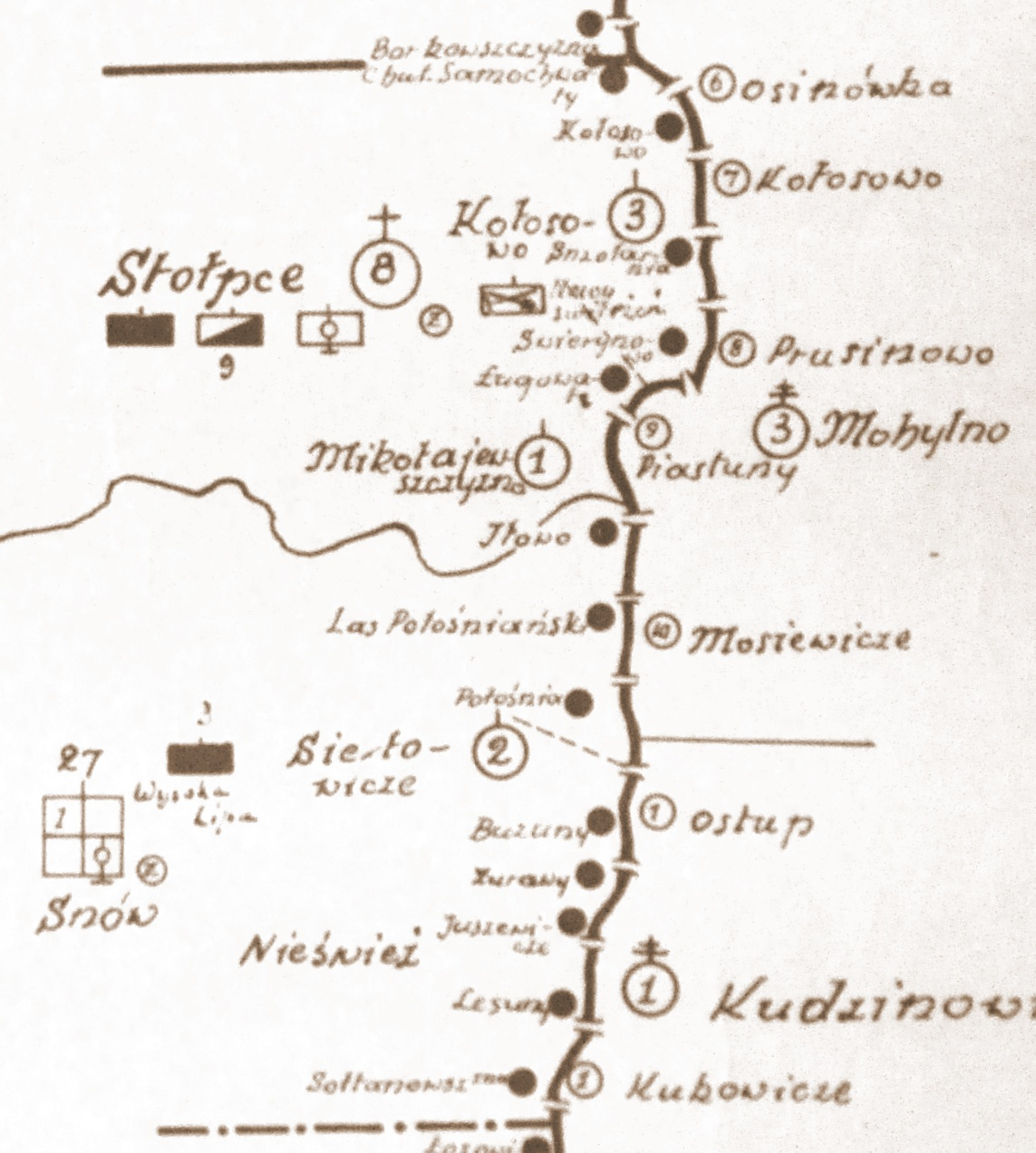
Szkic rozmieszczenia batalionu KOP „Stołpce” w 1931 roku

Strażnica KOP „Lesuny” – zasadnicza jednostka organizacyjna Korpusu Ochrony Pogranicza pełniąca służbę ochronną na granicy polsko-sowieckiej.

## Formowanie i zmiany organizacyjne
W 1924 w składzie 2 Brygady Ochrony Pogranicza, został sformowany 8 batalion graniczny. W 1928 roku w skład batalionu wchodziło 13 strażnic. 75a strażnica KOP „Lesuny” w latach 1928 – 1934 znajdowała się w strukturze 2 kompanii KOP „Siejłowicze” . W komunikacie dyslokacyjnym z 1938 nie występuje. Strażnica liczyła około 18 żołnierzy i rozmieszczona była przy linii granicznej z zadaniem bezpośredniej ochrony granicy państwowej.
W 1932 obsada strażnicy zakwaterowana była w budynku prywatnym.

## Służba graniczna
Podstawową jednostką taktyczną Korpusu Ochrony Pogranicza przeznaczoną do pełnienia służby ochronnej był batalion graniczny. Odcinek batalionu dzielił się na pododcinki kompanii, a te z kolei na pododcinki strażnic, które były „zasadniczymi jednostkami pełniącymi służbę ochronną”, w sile półplutonu. Służba ochronna pełniona była systemem zmiennym, polegającym na stałym patrolowaniu strefy nadgranicznej, wystawianiu posterunków alarmowych, obserwacyjnych i kontrolnych stałych, patrolowaniu i organizowaniu zasadzek w miejscach rozpoznanych jako niebezpieczne, kontrolowaniu dokumentów i zatrzymywaniu osób podejrzanych, a także utrzymywaniu ścisłej łączności między oddziałami i władzami administracyjnymi. Strażnice KOP stanowiły pierwszy rzut ugrupowania kordonowego Korpusu Ochrony Pogranicza.
Strażnica KOP „Lesuny” w 1932 ochraniała pododcinek granicy państwowej szerokości 1 kilometrów 972 metrów od słupa granicznego nr 860 do 861.
Sąsiednie strażnice:
- strażnica KOP „Juszewicze” ⇔ strażnica KOP „Sołtanowszczyzna” − 1928[2], 1931[4] , 1932[5], 1934[6]